# Cachkasar
Cachkasar – wieś w Armenii, w prowincji Aragacotn. W 2011 roku liczyła 71 mieszkańców.